# Diojketa
Diojketa (gr. διοικητής dioikētḗs) – najwyższy urzędnik administracji Egiptu w czasach panowania dynastii Lagidów (Ptolemeuszy). 
Urzędował na stałe w Aleksandrii i sprawował nadzór nad systemem administracji terenowej oraz finansami państwa. Stanowisko to później mogło kolegialnie piastować równocześnie kilku urzędników.